# Омар Абас
Омар Абас (арап. عمر عباس , романизовано Omar Abbas; 2. март 1999) сиријски је пливач чија специјалност су трке слободним стилом.

## Спортска каријера
Абас је пливање почео да тренира са шест година, а прве наступе за репрезентацију Сирије уписао је током 2014. на јуниорским такмичењима. Као перспективан млади пливач добио је стипендију Светске пливачке федерације захваљујући којој је тренирао у кампу ФИНА на острву Пукет на Тајланду.
Прво велико међународно такмичење на коме је наступио је било светско првенство у великим базенима у корејском Квангџуу 2019. године. Абас се за Квангџу квалификовао у две дисциплине, трку на 200 слободно је завршио на 51. месту, док је у трци на 400 слободно дисквалификован, те је остао без званичног пласмана.
На митингу светског купа одржаном почетком новембра 2019. у Казању испливао је нови национални рекорд на 200 слободно у великим базенима (време од 1:51,82 минута).